# Verveine du Velay
Pour les articles homonymes, voir Verveine.
Verveine du Velay est une marque commerciale appartenant à la société Vedrenne identifiant parmi sa gamme une liqueur dont l'élaboration est faite à partir de verveine citronnelle associée à un bouquet de plus de 30 autres herbes, plantes et épices selon une recette historique. 
L’élaboration de la recette est un procédé de plusieurs mois (environ 18 mois) impliquant 3 étapes clés :
- la macération ;
- la distillation ;
- le vieillissement de 12 mois jusqu’à plusieurs années.

Distillée en alambics de cuivre, elle est ensuite vieillie en fûts de chêne.

## Historique

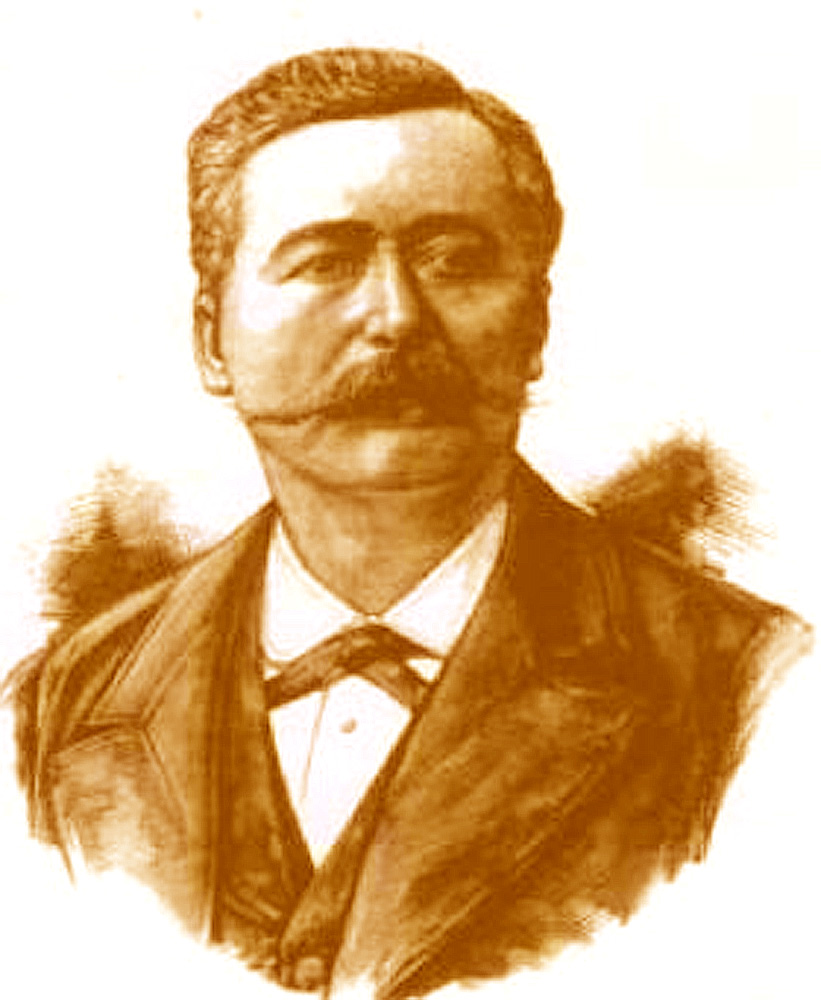
Joseph Rumillet-Charretier, lithographie.

La verveine (officinale) semble avoir été connue depuis les temps les plus reculés en Auvergne. Les Druides, lors de leur grand conseil, appelaient à siéger à leurs côtés, « la Velléda tenant une faucille d'or ainsi que les vierges couronnées de verveine et de silage cueilli au sixième jour de la lune, ornées d’anneaux cabalistiques et habiles dans l’art de préparer les philtres. ».
Au cours des âges son usage varia tout en faisant appel aux propriétés merveilleuses dont on la parait. Elle servait à prédire l'avenir, purifier les autels, sous forme d'infusion, elle disposait les convives romains à la gaîté et devenait gage de bonheur pour les jeunes époux. Plus tard, suspendue au-dessus des lits, elle était censée éloigner les charmes et les enchantements. Mais surtout, ses feuilles servirent à composer des philtres amoureux. Puis on les mit à macérer dans du vin pendant quarante jours pour préparer une drogue servant à la fois à protéger des serpents et à lutter contre la jaunisse.
La verveine odorante (ou verveine citronnelle), originaire du Pérou, a été introduite en France en 1785. La formule de la verveine du Velay a été mise au point, en 1859, par un nommé Joseph Rumillet-Charretier, un herboriste apothicaire du Puy-en-Velay
Tout d'abord mise en vente sous la marque Verveine du Velay Rumillet-Charretier, elle devint la Verveine du Velay Pagès, quand, en 1886, Victor Pagès, cousin de Joseph Rumillet-Charretier, fut nommé directeur de la firme et lui donna son nom. 
En 1984, la société a été rachetée par le groupe Renaud-Cointreau. Il est à souligner que depuis la distillerie de la Verveine du Velay a été classée Site remarquable du goût, en association avec la lentille du Puy. La distillerie fait aussi partie du cercle très fermé des Entreprises du patrimoine vivant.

## Ingrédients
Cette liqueur est composée d'un mélange d'un grand nombre de plantes, parmi lesquelles se trouvent la verveine citronnelle, les baies de genièvre et le macis (enveloppe de la noix de muscade). 
La verveine citronnelle est plantée en mai /juin chaque année dans le champ à proximité de la distillerie. Elle atteint 1 mètre de hauteur à la fin de l’été. Elle est ensuite récoltée fin septembre avant les premières gelées, mise à sécher à l’abri de la lumière avant d’être effeuillée à la main.
Tous les ingrédients sont mis à macérer dans de l'alcool. Intervient ensuite la distillation qui se fait en alambic de cuivre. Cette liqueur subit ensuite un vieillissement en fûts de chêne, de quelques semaines à plusieurs années selon les recettes. La plus renommée de ces liqueurs est la verveine verte.
Seuls les maîtres de chais qui se sont succédé pour élaborer cette liqueur connaissent les secrets de sa fabrication.
Quant au maître distillateur qui procède au mélange des ingrédients, on sait qu'il mêle des alcoolats aux infusions de plantes et de feuilles de verveine. S'y ajoute du miel d'Auvergne, du sucre et du cognac selon les recettes : 
- Verveine du Velay Verte, l'originale à 55° ;
- Verveine du Velay Gold, liqueur de verveine douce avec une pointe de miel à 40° ;
- Verveine du Velay Extra[6], liqueur de verveine associée à du cognac à 40° ;
- La Petite Verveine du Velay à 18°.

## Le créateur

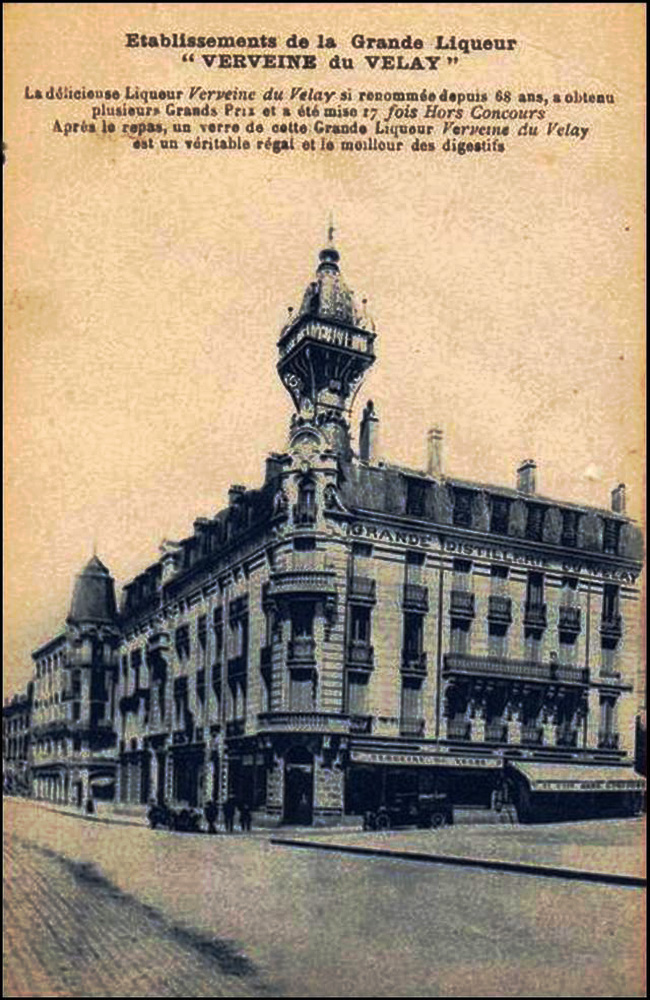
Établissement originel de la société de la Verveine du Velay au Puy-en-Velay.

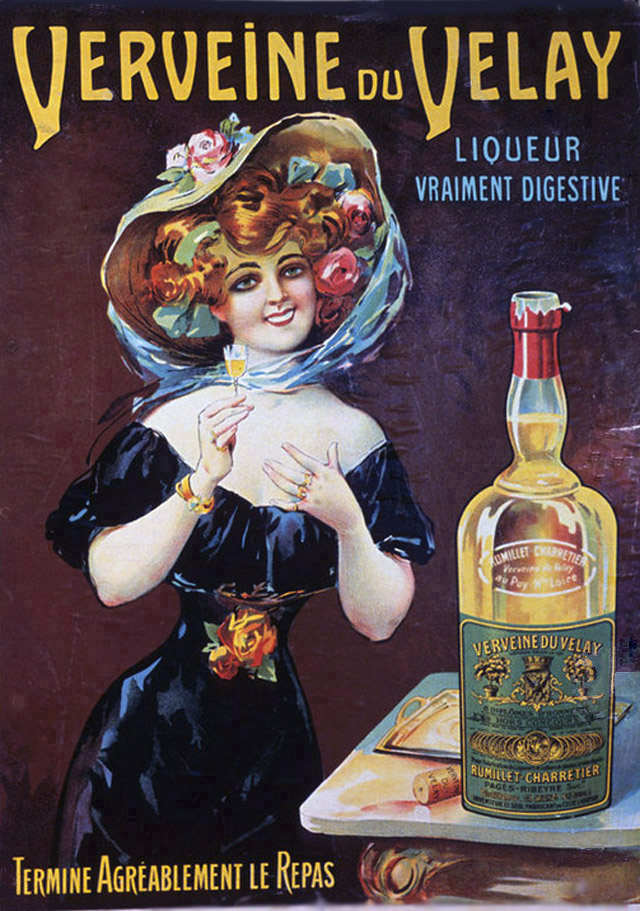
Verveine du Velay jaune Rumillet-Charretier.

Très jeune, Joseph Rumillet travailla dans une distillerie lyonnaise. Ce fut d'ailleurs à Lyon, qu'il connut Eulalie Charretier qu'il épousa. Joseph, devenu apothicaire et herboriste, fut rapidement formé au métier de liquoriste. Fort de son expérience, ce fut à 26 ans, qu'il mit au point la formule de la liqueur de verveine. En 1859, il s'installa dans le Velay, terre natale de son épouse. Il créa sa propre fabrique de liqueurs à Espaly-Saint-Marcel. C’est là qu'il mit définitivement au point la formule définitive de la verveine du Velay (verte et jaune).
Son succès lui permit d'installer, au Puy-en-Velay en 1865, une distillerie à vapeur dénommée « Grande distillerie du Velay Rumillet-Charretier » puisqu'il avait joint le nom de son épouse au sien. Joseph Rumillet-Charretier s’engagea ensuite en politique. Il devint d’abord conseiller municipal du Puy-en-Velay de 1880 à 1892, puis député de la Haute-Loire de 1885 à 1889.
En 1886, Victor Pagès fut nommé directeur de l'usine de son cousin Joseph Rumillet. La liqueur de verveine acquit sous ce premier nom une grande réputation. En 1891, Joseph Rumillet se retira des affaires dans sa propriété, qu'il avait nommée « Villa des Verveines ». Ce fut alors qu'il confia définitivement sa distillerie à Victor Pagès qui lui donna son nom : Distillerie Pagès.

## Commercialisation
Fabriquée au Puy-en-Velay, la Verveine du Velay est transportée sur le site Vedrenne à Nuits-Saint-Georges pour être conditionnée. Chaque année, la firme commercialise 150 000 bouteilles.

## Mode de consommation
La Verveine du Velay se consomme traditionnellement nature, très fraîche ou en cocktail selon de nombreuses recettes.
Du verre à l'assiette : la Verveine du Velay est aussi très appréciée des cuisiniers et des pâtissiers pour l'élaboration de soufflés glacés, macarons, confiseries.
Elle est employée par certains brasseurs pour aromatiser la bière.